# Wish Kid
 (août 2020).
Si vous disposez d'ouvrages ou d'articles de référence ou si vous connaissez des sites web de qualité traitant du thème abordé ici, merci de compléter l'article en donnant les références utiles à sa vérifiabilité et en les liant à la section « Notes et références ».
Wish Kid est une série télévisée d'animation italo-américaine en treize épisodes de 30 minutes, produite par les studios DIC Animation City et Reteitalia SpA et diffusée entre le 14 septembre et le 7 décembre 1991 sur le réseau NBC.
En France, la série a été diffusée à partir du 11 octobre 1995 sur France 3 dans Les Minikeums puis rediffusée en mai 1995 sur Canal J.

## Synopsis
Nick est un jeune garçon qui possède un gant de baseball magique. Lorsqu'il frappe trois fois dans son gant, il peut faire un seul et unique vœu. Son meilleur ami, Darryl, est le seul qui connait ce secret, qu'ils gardent vis à vis des parents de Nick.

## Distribution

### Voix originales
- Macaulay Culkin : Nick
- Stuart Stone : Darryl

### Voix françaises
- Brigitte Lecordier : Nick
- Thierry Bourdon : Frankie
- Jane Val : Mme Kimberly
- Bernard Tiphaine : le principal

## Épisodes
1. Pilote d'avion (Top Gun - Will Travel)
2. Directeur d'un jour (A Matter of Principal)
3. Maison hantée à vendre (Haunted House for Sale)
4. Capitaine Mayhem (Captain Mayhem)
5. Rêve de gloire (Glove of Dreams)
6. Le Coup de foudre (Love at First Wish)
7. Le Gros Lot (Lotto Trouble)
8. Jefferson Park (Darryl's Dilemma)
9. Un frère jumeau (A Nick Off the Old Block)
10. Une histoire de jeunesse (A Grand Ol' Time)
11. À la recherche du martien perdu (Gross Encounters)
12. Papa, maman, vous êtes renvoyés (Mom, Dad, You're Fired!)
13. Les Meilleurs amis (The Best of Enemies)

## Commentaires
- Le design du jeune héros Nick est inspiré de son interprète, Macaulay Culkin, et on le retrouve également en tant que producteur.
- La chanson thème originale, parodiant Chantilly Lace, est remplacée par un thème instrumental en raison du droit d'auteur de la chanson.
- Le générique de début de la version française est chanté par Alexis Tomassian. Cette chanson est adaptée du générique italien de la série japonaise de "Zorro".